# Saeed Hanaei
Saeed Hanaei (persisch سعید حنایی‎; * 6. April 1962; † 8. April 2002) war ein iranischer Serienmörder. Hanaei ermordete zwischen 2000 und 2001 16 weibliche Prostituierte in der Stadt Maschhad, die meisten von ihnen waren drogenabhängig. Als Motiv gab er an, Dekadenz und Sittenverfall beseitigen zu wollen.

## Religiöser Wahn
Hanaei sagte später aus, dass er den Entschluss fasste, Prostituierte zu töten, nachdem seine Frau für eine solche gehalten worden sei. Die große Anzahl von Prostituierten in der Stadt sei hierfür verantwortlich und so hielt er das Töten von Prostituierten für seine religiöse Pflicht.
In einem letzten Interview zeigte Hanaei keinerlei Reue für seine Taten und sagte, dass für ihn das Töten von Frauen dem Treten auf Kakerlaken gleichkäme. Er habe sich auf einer göttlichen Mission befunden, um den Bereich um den heiligen Schrein von Maschhad zu reinigen und daher habe Allah seine Handlungen genehmigt.

## Mordserie
Hanaei gab an, dass er seine Opfer in Augenschein nahm, wenn er mit dem Auto oder auf dem Motorrad durch die Stadt fuhr. Nachdem er seine Wahl getroffen hatte, nahm er sie mit zu sich nach Hause, wenn seine Frau und ihre drei Kinder abwesend waren. Die Opfer erwürgte er mit ihren Kopftüchern, wickelte ihren Körper von Kopf bis Fuß in einen schwarzen Tschador und warf sie an einem anderen Ort auf die Straße. Dann wartete er oft, bis die Polizei erschien und täuschte vor, helfen zu wollen, um den Verdacht von sich abzulenken.

### Opfer
Hanaei gestand die Ermordung von 16 Frauen; es wurden jedoch im Zeitraum vom ersten Mord bis zu seiner Verhaftung die Leichen von 19 Frauen in Maschhad gefunden.

## Verhaftung, Prozess und Hinrichtung
Die Festnahme Hanaeis erfolgte mehr als zwei Jahre, nachdem sein erstes Opfer gefunden worden war. Eine der Frauen, auf die er es abgesehen hatte, wurde misstrauisch und schlug ihm in den Bauch, woraufhin sie entkommen konnte und die Polizei auf seine Spur führte.
Das Parlament hatte den Fall kurz zuvor den höchsten Provinzbehörden übertragen und auch eine Spezialeinheit aus Teheran nach Maschhad entsandt.
In den frühen Morgenstunden des 8. April 2002 wurde Hanaei in Teheran gehängt.

## Sonstiges
- Die Dokumentation And Along Came a Spider (Originaltitel: Va ankaboot amad), die im Jahr 2003 veröffentlicht wurde, erzählt die Geschichte des Mörders.
- 2017 wurde in Frankreich eine Graphic Novel des Comiczeichners Mana Neyestani über Saeed Hanaei veröffentlicht, welche 2018 auch auf Deutsch unter dem Titel Die Spinne von Maschhad erschien.
- Im Jahr 2020 führte Ebrahim Irajzad Regie bei einem Film namens Killer Spider (Originaltitel: Ankaboot) mit Mohsen Tanabandeh als Saeed und Sareh Bayat als Saeeds Frau.
- 2022 wurde ein weiterer Film über sein Leben, Holy Spider, mit Sahra Amir Ebrahimi und Mehdi Bajestani unter der Regie von Ali Abbasi veröffentlicht. Es wurde in Jordanien gedreht und nahm an der Hauptwettbewerbssektion der Internationale Filmfestspiele von Cannes 2022 teil.